# Seymeria cassioides
Seymeria cassioides är en snyltrotsväxtart som först beskrevs av Johann Friedrich Gmelin, och fick sitt nu gällande namn av Joseph Blake. Seymeria cassioides ingår i släktet Seymeria och familjen snyltrotsväxter. Inga underarter finns listade i Catalogue of Life.